# Brodie Chapman
Brodie Chapman (Mount Glorious, Queensland, 4 de abril de 1991), é uma ciclista profissional australiana de rota. Actualmente corre para a equipa francês de categoria UCI Women's Team o FDJ Nouvelle Aquitaine Futuroscope.

## Palmarés
2018
- Herald Sun Tour, mais 1 etapa[3]

2019
- Gravel and Tar A Femme
- Tour de Gila, mais 2 etapas
  - 1 etapa do Tour de Feminin-O cenu Českého Švýcarska

2020
- Race Torquay

## Equipas
- Team Tibco-Silicon Valley Bank (02.2018-2019)
- FDJ Nouvelle Aquitaine Futuroscope (2020-)